# Пайак
Пайа́к (фр. Pailhac, окс. Palhac) — коммуна во Франции, находится в регионе Юг — Пиренеи. Департамент — Верхние Пиренеи. Входит в состав кантона Арро. Округ коммуны — Баньер-де-Бигор.
Код INSEE коммуны — 65354.

## География
Коммуна расположена приблизительно в 680 км к югу от Парижа, в 120 км юго-западнее Тулузы, в 45 км к юго-востоку от Тарба.

## Климат
Климат умеренно-океанический с солнечной тёплой погодой и обильными осадками на протяжении практически всего года.

## Население
Население коммуны на 2010 год составляло 67 человек.
| 1962 | 1968 | 1975 | 1982 | 1990 | 1999 | 2010 |
| ---- | ---- | ---- | ---- | ---- | ---- | ---- |
| 21   | 18   | 15   | 21   | 28   | 52   | 67   |

## Администрация
| Период | Период | Фамилия       | Партия | Примечания |
| ------ | ------ | ------------- | ------ | ---------- |
| 2001   | 2008   | Жозеф Лост    |        |            |
| 2008   | 2020   | Изабель Робен |        |            |

## Экономика
В 2010 году среди 46 человек трудоспособного возраста (15-64 лет) 40 были экономически активными, 6 — неактивными (показатель активности — 87,0 %, в 1999 году было 85,3 %). Из 40 активных жителей работали 39 человек (20 мужчин и 19 женщин), безработной была 1 женщина. Среди 6 неактивных 2 человека были учениками или студентами, 2 — пенсионерами, 2 были неактивными по другим причинам.